# 凌統
凌统（189年—217年），字公績，一作公續，揚州吳郡餘杭人，東漢末年三国時期東吳勢力孫權的重要將領；是江東十二虎臣之一。少有名盛，為人有國士之風；多次戰役中表現出色，後拜為偏將軍。

## 生平

### 志學統兵
父親凌操輕俠有膽氣，孫策初時興兵，每次凌操從征，經常作先鋒首當其衝。守永平任永平長，平治山越，奸猾之徒也收斂，後遷升為破賊校尉。後來到孫權統軍，隨征江夏。凌操先登進入夏口，斬殺黃祖的先鋒。輕舟獨進，中箭矢而死。吳書記載甘寧擅射，射殺了凌操。凌統時年十五歲，左右的人多數都稱讚他，孫權以凌操死於國事，拜凌統為別部司馬，行破賊都尉，統領父親凌操生前的兵卒部曲。

### 視死如歸
及後隨軍討伐山越，孫權破保屯後先回朝，留下萬人在麻屯，凌統與督軍張異等留下圍城破敵，并在限期內把敵軍攻下。先前，凌統與陳勤同場飲酒，陳勤性格剛勇意氣用事，酒祭祀期間，陳勤欺壓坐着的人，舉罰酒不按規矩。凌統恨其態度輕佻和傲慢無禮，當面指責陳勤但沒有效果。陳勤怒罵凌統和其父凌操，凌統流涕不回答，從原位離開。陳勤趁著自己喝了酒凶暴誖逆，又在路上繼續辱罵凌統。凌統終於忍無可忍，拿起刀來砍陳勤，數日後死亡。在攻麻屯當天，凌統說：“我不死沒法謝罪。”於是率軍激勵士卒，用身擋著矢石，他所攻打的一面，立即就瓦坏，眾將乘著攻勢進擊，遂即大破敵軍。凌統軍還，綁著自己到軍正那裡領罪。孫權認為他的節氣果毅，使他以功抵罪。

### 不共戴天
先前凌統之殺父仇人甘寧投奔孫權。凌統怨恨甘寧，甘寧也防備凌統，儘量避免和他見面。孫權命令淩統，不得與甘寧為仇。曾經兩人在呂蒙住處宴會，酒酣之際，凌統以刀起舞，甘寧不甘示弱説：“我能以雙戟為舞。”呂蒙説：“你雖然可以，不如我的舞巧妙。”於是操刀持盾分開他們。孫權知道凌統的意思，盡量讓二人避免一起行動，於是讓甘寧領兵屯於半州。

### 旋略勇進
208年，孫權再次征討江夏，凌統與董襲為前鋒，凌統與數十名英勇善戰的兵士身披兩層厚重鎧甲共乘一船，董襲斬斷黃祖兩首蒙衝的連結纜繩後，凌統離開本隊數十里。凌統率軍將船駛到右江，斬殺黃祖將領張碩，擄獲其船隻、士兵。返回到孫權本隊，并引領自軍兼程趕路，水路兩路齊進。當時孫權軍將領呂蒙打敗黃祖水軍，而凌統先攻下城池，於是大獲全勝。
同年，隨周瑜、黃蓋等人於赤壁之戰大敗曹軍，孫權任凌統為承烈都尉，又隨周瑜、程普、魯肅、呂蒙等人破曹操於烏林，周瑜欲奪取江陵、南郡，先派甘寧襲取上游的夷陵城，對江陵形成側背威脅。於是，曹仁分兵圍攻甘寧，欲奪回夷陵。甘寧向周瑜求援，諸將擔心兵少，如救援夷陵，則會造成合圍江陵的軍隊弱化，無法有效包圍江陵。呂蒙對周瑜、程普説：“留下凌公績，我與您一道，前去救急解圍，按情勢不會要太多的時間，我保證凌公績能固守十天。”周瑜也是考慮到凌統與甘寧有仇恨在，於是留下凌統防守本營，遷升為校尉。雖然在軍旅，但凌統親賢接士，輕財重義，有國士之風。又跟隨呂蒙破皖城，後拜為盪寇中郎將，領沛相。
215年，隨呂蒙奪取劉備的長沙、零陵、桂陽三郡，奪取三郡後回師，從益陽直撲合肥，時為右部督。

### 身創護主
同年，孫權率十萬軍圍攻合肥不下，決定從合肥撤軍，但前軍已然出發，魏軍將領張遼、李典率眾衝到逍遙津北邊，孫權傳令前軍轉進回來，但是部隊已走遠了，一時開不回來，以致於凌統和部曲親兵三百人被魏軍包圍，好不容易才救孫權出了圍。孫權、甘寧蹴馬趨津，逃至逍遙津邊，但是敵人破壞了飛騎橋，只剩下兩條長板。幸而谷利抽鞭助勢，使得孫權快馬跳過橋。凌統則轉回迎戰，部曲左右親兵全皆戰死，凌統也負傷多處，還奮力殺死幾十個敵兵，一直到估量着孫權脱了險，凌統才肯退下來，而橋斷路絕，他就穿着鎧甲跳入水中進行潛泳（因為凌統是潛泳，不會露出水面。而魏軍士兵見不到凌統身影，也就無法向凌統射箭），凌統游到南岸後，因部曲盡死而非常悲痛欲絕，在津渚痛哭流涕。孫權見凌统歸來，非常惊喜，但凌統卻悲痛，其父凌操留給自己的左右親兵人馬盡皆戰死無法歸來，孫權用自己的衣袖為凌統拭淚，并說道：“公績，逝者已矣，只要你還在，何愁不能再培養士兵呢？”凌統身體嚴重受創，孫權於是把凌統留于船上，換其衣物。全賴卓氏良藥治癒了傷口，凌統便得以不死。此役後拜為偏將軍，加倍給他兵士。
有人推舉與凌統同郡的盛暹給孫權，認為此人比凌統更有梗概大節，孫權說：“只要跟凌統一樣好就夠了。”入夜後召見盛暹，當時凌統已經在床上，聽到此事便穿衣出門，牽着盛暹的手進入。此外凌統也向孫權上表重用留贊，使留贊有被試用的機會，留贊因為功勞升遷至屯騎校尉，晚年更擔任左將軍。凌統就是這麼地愛惜人才、不會禍害他人。

### 英年早逝
凌統認為山中之人大多壯悍，可以用威信、恩惠勸誘他們投降，孫權便命他東进，並命各城凡凌統要求，皆先給予後報告，募得精兵萬餘人。途中經過祖縣，並進入鄉寺，與鄉親舊友故恭敬盡禮，恩意極隆。此事後病逝，時年二十九歲。孫權知道後，立刻從床坐起來，哀痛不能制止，數日茶飯不思，說話時便會流涕，並命張承作了一編銘誄。凌統有兩個兒子，名叫凌烈、凌封，凌統死後其子年幼，孫權收養二人在宮中，愛護得跟自己子女一樣，有客人來，就叫凌烈凌封過來説：“這是我的虎子呀。”到了八九歲，命葛光教他們唸書，十天學一回騎馬，又追念凌統功勳，封凌烈為亭侯，把凌統的兵也交給凌烈管。後來凌烈有罪免官，改由凌封襲爵領兵。

## 軼事與評論
凌统公私分明，不因私仇忘公。南郡包圍戰時，周瑜麾下的將領甘寧襲取了夷陵，然而曹仁亦分軍往攻甘寧，甘寧軍被困甚急，乃遣使去請救兵。吳軍收到消息後，諸將均認為現在兵少，不足以分援甘寧，呂蒙指甘寧是軍隊的大將，不能不救，向周瑜、程普獻計說：「留下公績抵抗曹仁，蒙則隨君同行，為甘寧解圍救急，此行亦不會遷延太久，蒙保公績必能守住主軍十日的。」于此期间，凌统克尽己任，多次挫敗曹仁侵擾，致使甘寧獲救。

### 逝世年齡
後人對《三國志》的注疏（例如：盧弼的《三國誌集解》或梁章鉅的《三國志旁證》，兩本註釋的記載是二十九歲逝世，《建康实录》也记载其卒于建安二十二年；而《三國志》記載是四十九歲逝世）有疑惑，凌統的逝世年齡是「四十九」還是「二十九」。據《駱統傳》的描述，駱統在凌統死後接管了他的兵權，接著就在222年和陸遜一同攻破了宜都的蜀軍，如果是四十九歲逝世，逝世時間是237年，駱統就不可能在凌統逝世後222年之前接管他的兵權，與《凌統傳》有矛盾之處。再加上凌統在215年第二次合肥之戰後就沒有其它事迹，以及他逝世时兒子尚年幼等因素，逝世時間和年齡是一個疑問，但二十九歲逝世比較合理。

## 家庭

### 父
- 凌操，孫策時期的將領，立有戰功，在征黃祖時戰死（被甘寧所殺）。

### 後代
- 長子凌烈、次子凌封，在凌統死時只有數歲，被孫權收養。凌烈後封為亭侯，但犯罪被免官，凌封襲兄爵位、士兵。
- 八世孫凌嵩，晉諮議叅軍、廣陵郡太守[1][2]

## 評價
- 陳壽在《三國志》評曰：“（凌统）有國士之風。”“凡此諸將，皆江表之虎臣，孫氏之所厚待也。以潘璋之不脩，權能忘過記功，其保據東南，宜哉！陳表將家支庶，而與冑子名人比翼齊衡，拔萃出類，不亦美乎！”
- 陆机：“甘宁、凌统、程普、贺齐、朱桓、朱然之徒奋其威，韩当、潘璋、黄盖、蒋钦、周泰之属宣其力；风雅则诸葛瑾、张承、步骘以声名光国。”
- 慕容廆：“不知今之江表为贤俊匿智，藏其勇略邪？将吕蒙、凌统高踪旷世哉？”
- 萧常：“（黄）盖将略吏能，皆有可称；（蒋）钦折节好学，以公灭私，（徐）盛愤惋于邢贞，统降意于盛暹，（丁）奉破强敌、夷钜奸，舒徐不迫，皆江东之翘楚。”
- 章如愚：“如程普、黄盖、甘宁、徐盛、潘璋、朱然、朱桓、贺齐、凌统、全琮、吕范，皆智足以御众，勇足以却敌，未有不为守令之职者。”
- 袁韶：“蜮视曹瞒，霆扫锋猬。翼蔽仲谋，脱危虎尾。忠不顾身，有霣无二。岂曰兵家，为古国士。”
- 郝经：“程普诸将皆江表虎臣，鏖兵卫主，攻坚轧敌，兴王定霸，孙氏兄弟卒立国建号，诸将之力也。若黄盖之水战而用火攻，能用奇者也；蒋钦之不挟私怨而举徐盛；凌统之亲贤下士轻财重义；陈表倾家养士妻子露立，并有良将之规。甘宁之奢侈、潘璋之不法，权皆容之，许宁报苏飞之恩，不使统复父，操之雠驭将之术也。丁奉恃功而骄，不容于虐主，宜哉！”“吴将剽轻，殆多谲计。莫肯下人，卒自称帝。摩创抚孤，动辄流涕。驾驭有术，驱策有方。果保江东，不负桓王。”
- 鍾敬伯：“甘寧、凌統不共戴天之仇，一朝改為一刎頸之友，固丈夫事也。”
- 李贽：“观甘宁、凌统不共戴天，一朝改为刎颈之友，乃知世上无不解之仇，只是人不肯先为甘宁耳．吾劝世人勇为甘宁可也。”
- 《三国志校误》的作者陈景云：“（凌）统自摄领父兵屡立战功为时名将。”

## 藝術形象

### 動漫遊戲
- 真三國無雙系列 / 無雙OROCHI系列（光榮公司開發，松野太紀配音）
- 三國演義
- 《蒼天航路》（王欣太）
- 《火鳳燎原》（陳某）:設定祖父凌宗和父親凌操為孫家軍成員，同時為了主子而死

### 影视
- 在央视94年版电视剧《三国演义》中，凌统的饰演者为王刚（与《孝庄秘史》中袁崇焕的饰演者为同一人，非饰演和珅出名的王刚）和韩增祥，日语版声优为高木涉。
- 2010年中國電視劇《三国》凌统的饰演者为答有为。

## 註解
1. 1 2  辖区在今浙江省杭州市
2. ↑  《三國志》及《三國演義》皆為237年，詳見逝世年齡

## 延伸阅读
[在维基数据编辑]
 《三國志·卷55》，出自陳壽《三國志》